# Robin Lodders
Robin Carl Lodders (* 30. November 1994 in Hannover) ist ein deutscher Basketballspieler. Lodders ist 2,06 Meter groß und spielt meist auf der Position des Power Forwards oder Centers. Sein Vater Eckhard Lodders absolvierte 44 Länderspiele für die deutsche A-Nationalmannschaft, sein Bruder Jannik Lodders war ebenfalls Berufsbasketballspieler.

## Spielerlaufbahn
Lodders kam als Jugendlicher von der SG 05 Ronnenberg zum TSV Neustadt, für den er in der höchsten deutschen Jugendspielklasse, der Nachwuchs-Basketball-Bundesliga, spielte. Parallel dazu sammelte er bei den Hannover Korbjägern Erfahrung im Herrenbereich und stieg mit den Korbjägern 2013 von der zweiten in die erste Regionalliga auf. Im Juli 2014 wechselte er zum Bundesligisten Telekom Baskets Bonn. Dort blieb er zwei Jahre und kam zu Kurzeinsätzen in der ersten Liga. Darüber hinaus erhielt er in der Saison 2014/15 Spielpraxis in Bonns zweiter Herrenmannschaft (Regionalliga) sowie in der Saison 2015/16 in der Mannschaft des Bonner Kooperationsvereins Dragons Rhöndorf (2. Bundesliga ProB).
Im Juli 2016 wechselte er wie sein älterer Bruder Jannik zum Zweitligisten ETB Essen. Er verpasste mit den Essenern in der Saison 2016/17 den ProA-Klassenerhalt und wechselte im Sommer 2017 ligaintern zu den Niners Chemnitz. Ende April 2019 verfehlte er mit den Sachsen knapp den Bundesliga-Aufstieg, als man im entscheidenden Halbfinalspiel gegen Hamburg verlor, nachdem man die Punktrunde der 2. Bundesliga ProA als Tabellenführer beendet hatte. Lodders war im Saisonverlauf mit einem Durchschnitt von 10,8 Punkten je Begegnung drittbester Chemnitzer Korbschütze. Er erreichte mit der Mannschaft im aufgrund der Ausbreitung des Coronavirus SARS-CoV-2 verkürzten Spieljahr 2019/20 das sportliche Aufstiegsrecht in die Bundesliga, Lodders kam 2019/20 auf einen Mittelwert von 8,8 Punkten pro Begegnung. Sein Vertrag wurde nach Ablauf der Saison nicht verlängert, und er schloss sich dem Lokalrivalen und ehemaligen Ligakonkurrenten Science City Jena an.
Im Juni 2021 wechselte Lodders zum Bundesliga-Absteiger SC Rasta Vechta. Mit den Niedersachsen gewann er 2023 die Zweitligameisterschaft, machte den Bundesligaaufstieg aber nicht mit, sondern kehrte zum Zweitligisten Jena zurück. 2025 gelang ihm mit den Thüringern wieder der Aufstieg in die höchste deutsche Spielklasse. Lodders wechselte anschließend zum Bundesliga-Absteiger BG Göttingen.